# Звичайна іглиця
Звича́йна і́глиця (Syngnathus) — рід морських іглиць. Мешкають в морських, солонуватих, іноді в прісних водах.

## Характеристика[1]
Тіло видовжене, тонке, низьке, з боків не стиснуте. Присутні спинний, хвостовий, анальний і грудні плавці. Спинний плавець починається над анальним плавцем або трохи спереду, його основа не підвищується. Хвостовий і анальний плавці досить маленькі. Виводкова камера самця розташована за анальним плавцем, у хвостовій частині, заходить далеко за рівень спинного плавця.
На зябровій кришці розташований суцільний поздовжній кіль (підрід Parasyngnathus), або він є тільки біля основи кришки.

## Види
Рід містить 32 види:
- Syngnathus abaster Risso, 1827 — Іглиця пухлощока
- Syngnathus acus Linnaeus, 1758 — Іглиця звичайна
- Syngnathus affinis Günther, 1870
- Syngnathus auliscus (Swain, 1882)
- Syngnathus californiensis Storer, 1845
- Syngnathus caribbaeus Dawson, 1979
- Syngnathus carinatus (Gilbert, 1892)
- Syngnathus dawsoni (Herald, 1969)
- Syngnathus euchrous Fritzsche, 1980
- Syngnathus exilis (Osburn & Nichols, 1916)
- Syngnathus floridae (Jordan & Gilbert, 1882) — Іглиця флоридська
- Syngnathus folletti Herald, 1942
- Syngnathus fuscus Storer, 1839 — Іглиця північна
- Syngnathus insulae Fritzsche, 1980
- Syngnathus leptorhynchus Girard, 1854 — Іглиця бухтова
- Syngnathus louisianae Günther, 1870
- Syngnathus macrobrachium Fritzsche, 1980
- Syngnathus macrophthalmus Duncker, 1915
- Syngnathus makaxi Herald & Dawson, 1972
- Syngnathus pelagicus Linnaeus, 1758 — Іглиця саргасова
- Syngnathus phlegon Risso, 1827 — Іглиця пелагічна
- Syngnathus rostellatus Nilsson, 1855 — Іглиця мала
- Syngnathus safina Paulus, 1992
- Syngnathus schlegeli Kaup, 1856 — Іглиця тихоокеанська
- Syngnathus schmidti Popov, 1927 — Іглиця шипувата
- Syngnathus scovelli (Evermann & Kendall, 1896)
- Syngnathus springeri Herald, 1942
- Syngnathus taenionotus Canestrini, 1871 — Іглиця адріатична
- Syngnathus tenuirostris Rathke, 1837 — Іглиця тонкорила
- Syngnathus typhle Linnaeus, 1758 — Іглиця довгорила, трубкорот
- Syngnathus variegatus Pallas, 1814 — Іглиця товсторила
- Syngnathus watermeyeri Smith, 1963 — Іглиця річкова

## Джерело
1. ↑  Щербуха А. Я. Окунеподібні (окуневидні, губаньовидні, драконовидні, собачковидні, піщанковидні, ліровидні, скумбрієвидні). — Київ : Наукова думка, 1982. — 380 с. — (Фауна України ; т. 8, вип. 4).
2. ↑  Froese, Rainer, and Daniel Pauly, eds. (2012). Види роду Syngnathus на FishBase. Версія за May 2012 року.